# 台湾総督府警察

台湾総督府警察旗章 (1897年-1945年)

台湾総督府警察（たいわんそうとくふけいさつ、旧字体：臺灣總督府警察）は、日本統治時代の台湾を統治する台湾総督府が設置した警察である。
日本統治時代の台湾の行政区分は頻繁に変更が行なわれており、警察制度も頻繁に変更されてきた。
1945年（昭和20年）8月の終戦により、台湾総督府は解体され、台湾総督府警察は中華民国の警察に引き継がれた。

## 沿革
- 1895年（明治28年）5月　基隆に台湾総督府を設置。民政局内務部警保課を置く。
- 1895年（明治28年）6月　台北に台湾総督府を移転。台北県、台湾県、台南県の各県庁に警察部を置く。澎湖島庁には警察署を置く。
- 1895年（明治28年）8月　軍政に移行し、台湾県、台南県の各県庁を廃し、民政支部を設置。警察部門は第三課とする。
- 1896年（明治29年）4月　民政に移行し、台湾県、台南県の各県庁を復活し、各県庁に警察課を置く。各地に警察署を置く。
- 1898年（明治31年）6月　民政局を民政部に改組し、警保課を置く。警察署は弁務署に吸収される。
- 1901年（明治34年）11月　民政部内に警察本署を置く。廃県置庁を実施、20の庁に区分し、各庁に警務課を置く。（弁務署は廃止）
- 1909年（明治42年）10月　警察本署を廃止。内務局警察課になる。20の庁を12に纏める。
- 1911年（明治44年）10月　警察本署を復活。
- 1915年（大正4年）7月　理蕃事業を警察に移管。
- 1919年（大正8年）7月　警務局を設置。
- 1920年（大正9年）8月　12の庁を5州2庁に再編する。各州に警務部、各庁に警務課を置く。
- 1926年（大正15年）6月　高雄州から澎湖庁を分離する。

## 警務局の組織
1925年（大正14年）時点
- 警務課
- 理蕃課
- 保安課
- 衛生課

## 州警務部・庁の組織
1925年（大正14年）時点
州警務部
- 警務課
- 高等警察課
- 保安課
- 衛生課

庁
- 警務課

## 警察署・郡警察課・支庁

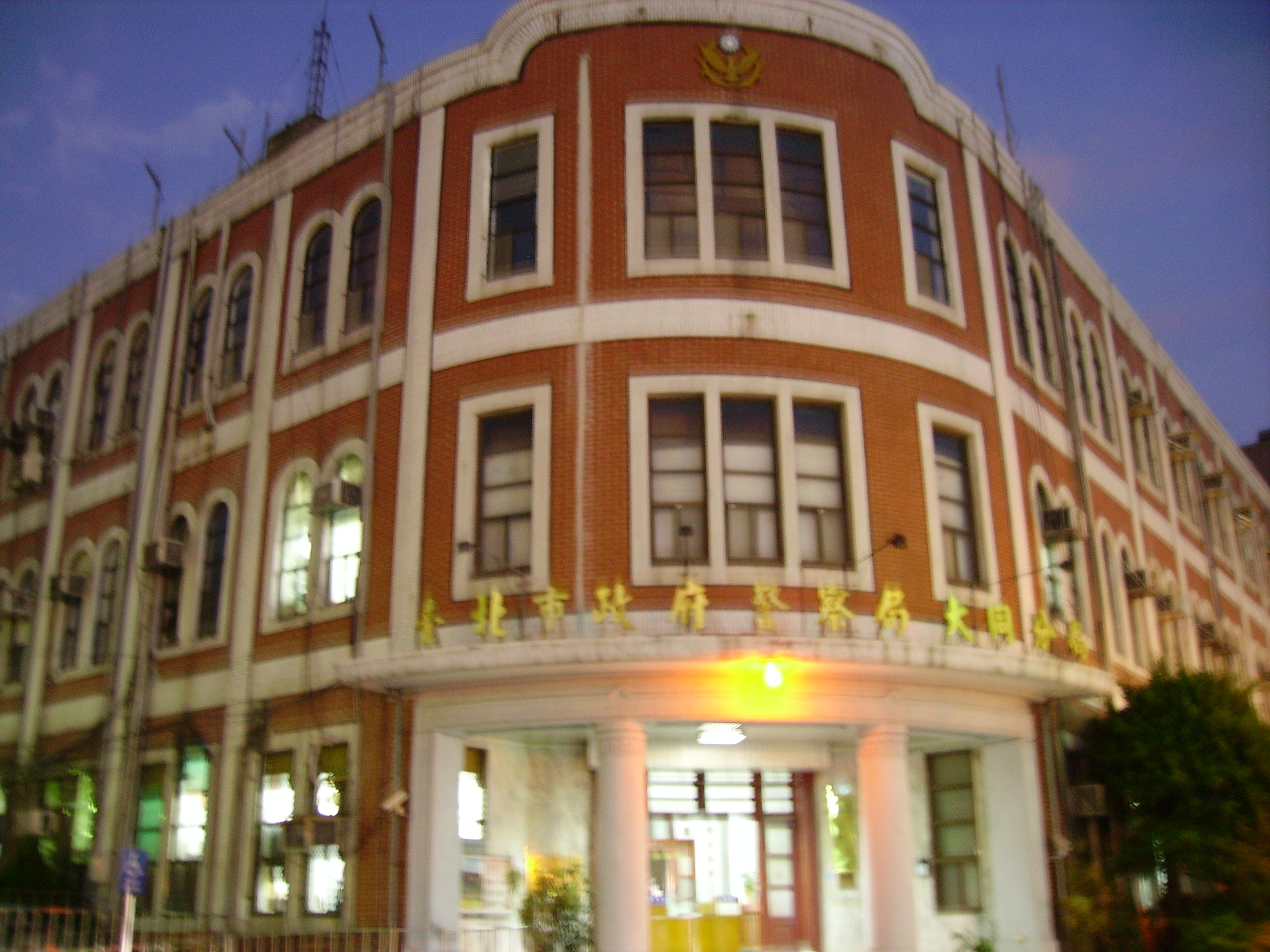
旧台北北警察署庁舍

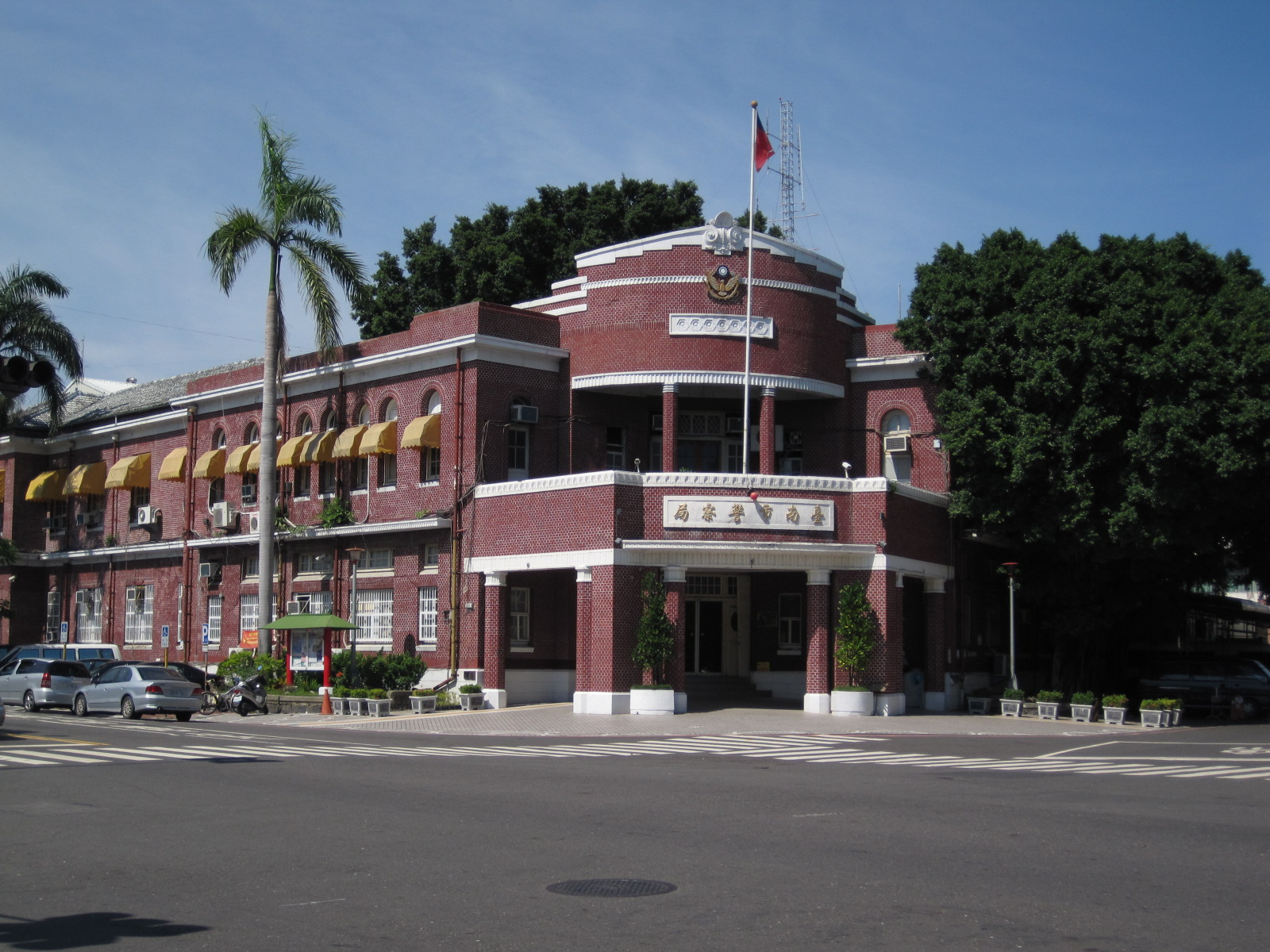
旧台南警察署庁舍

1945年（昭和20年）時点
台北州
台北南警察署、萬華分署、台北北警察署、基隆警察署、基隆水上警察署、宜蘭警察署、七星郡警察課、淡水郡警察課、基隆郡警察課、宜蘭郡警察課、羅東郡警察課、蘇墺郡警察課、文山郡警察課、海山郡警察課、新荘郡警察課
新竹州
新竹警察署、新竹郡警察課、中壢郡警察課、桃園郡警察課、大渓郡警察課、竹東郡警察課、竹南郡警察課、苗栗郡警察課、大湖郡警察課
台中州
台中警察署、彰化警察署、大屯郡警察課、豊原郡警察課、東勢郡警察課、大甲郡警察課、彰化郡警察課、員林郡警察課、北斗郡警察課、南投郡警察課、新高郡警察課、能高郡警察課、竹山郡警察課
台南州
台南警察署、嘉義警察署、新豊郡警察課、新化郡警察課、曽文郡警察課、北門郡警察課、新営郡警察課、嘉義郡警察課、斗六郡警察課、虎尾郡警察課、北港郡警察課、東石郡警察課
高雄州
高雄東警察署、高雄西警察署、高雄水上警察署、屏東警察署、岡山郡警察課、鳳山郡警察課、旗山郡警察課、屏東郡警察課、潮州郡警察課、東港郡警察課、恒春郡警察課
花蓮港庁
花蓮港警察署、花蓮郡警察課、鳳林郡警察課、玉里郡警察課
台東庁
台東郡警察課、関山郡警察課、新港郡警察課
澎湖庁
馬公支庁、望安支庁

## 歴代警視総長・警務局長
警視総長
- 大島久満次:1901年11月11日 - 1908年5月30日
- 大津麟平:1908年5月30日 - 1909年10月25日
- 亀山理平太:1911年10月16日 - 1915年1月8日
- （事務取扱）内田嘉吉:1915年1月8日 - 1915年10月20日
- （事務取扱）下村宏:1915年10月20日 - 1915年12月11日
- 湯地幸平:1915年12月11日 - 1919年4月18日
- 欠:1919年4月18日 - 1919年5月21日
- 富島元治:1919年5月21日 - 1919年6月28日

警務局長
- 富島元治:1919年6月28日 - 1920年9月1日
- （兼務）川崎卓吉:1920年9月1日 - 1920年11月25日
- 川崎卓吉:1920年11月25日 - 1921年9月17日
- 相賀照郷:1921年9月17日 - 1922年11月27日
- 竹内友治郎:1922年11月27日 - 1923年12月8日
- （心得）吉田平吾:1923年12月8日 - 1924年2月19日
- 尾崎勇次郎:1924年2月19日 - 1924年10月2日
- 坂本森一:1924年10月2日 - 1926年10月12日
- 本山文平:1926年10月12日 - 1928年7月21日
- 大久保留次郎:1928年7月21日 - 1929年8月10日
- 石井保:1929年8月10日 - 1931年1月20日
- 井上英:1931年1月20日 - 1932年1月29日
- 友部泉蔵:1932年1月29日 - 1933年8月4日
- 石垣倉治:1933年8月4日 - 1936年9月24日
- 二見直三:1936年9月24日 - 1940年12月3日
- 荒木義夫:1940年12月3日 - 1942年7月7日
- 山内逸造:1942年7月7日 - 1945年1月12日
- 沼越正己:1945年1月12日 -

## 主な事件
- 北埔事件
- 西来庵事件
- 台中不敬事件
- 霧社事件